# Alastair Wicks
Alastair Wicks, manchmal auch Alistair Wicks oder Alastair Wickes(* vor 1939; † April 1978), war ein rhodesischer Söldner.

## Leben
Alastair Wicks besuchte die Eliteschule Harrow in London und unternahm Reisen nach Osteuropa, bevor er Jura in Oxford studierte. Im Zweiten Weltkrieg war Wicks, der eine Pilotenausbildung besaß, unter anderem Fliegerleitoffizier. Nach dem Krieg wanderte er nach Rhodesien aus.
Wicks erster Söldnereinsatz begann im Frühjahr 1961 während der Abspaltung der Katanga-Provinz von der DR Kongo. Er und Mike Hoare übernahmen je einen Zug der Compagnie Internationale genannten Söldnertruppe, die für die Sezessionisten kämpfte. Die beiden Züge mit 120 Söldnern aus Rhodesien und Südafrika befanden sich noch in der Ausbildung, als UN-Truppen die restlichen Söldner gefangen nahm. Hoare bildete das 4. Kommando aus beiden Zügen, Wicks wurde sein Stellvertreter. Nach der Rückkehr aus Katanga arbeitete er in der Verwaltung der Fluggesellschaft Rhodesian Air Services.
Nach Ausbruch der Simba-Rebellion trafen Wicks und Hoare im Juli 1964 in Léopoldville ein. Hoare erhielt von Moïse Tschombé den Auftrag, eine große Zahl Söldner zur Niederschlagung des Aufstandes zu rekrutieren. Wicks wurde Hoares Stellvertreter im Rang eines Majors und reiste sofort nach Johannesburg und ins rhodesische Salisbury, um von dort aus Söldner anzuwerben.
Hoare und Wicks bauten auf dem ehemaligen belgischen Militärstützpunkt Kamina das 5. Kommando auf, eine Einheit in Bataillonsstärke aus ausschließlich weißen Söldnern. Eine der Hauptaufgaben von Wicks bestand in der Abstimmung mit der belgischen Militärmission, der das 5. Kommando unterstellt war. Da die Belgier den Söldnern mit Misstrauen begegneten, eignete sich Wicks mit seinen guten Manieren und ausgezeichneten Französisch-Kenntnissen sehr gut für diese Aufgabe. Zudem war Wicks Verbindungsoffizier zu den kongolesischen Luftstreitkräften, die ebenfalls aus Söldnern bestanden und mit denen das 5. Kommando eng zusammenarbeitete.
Wie Hoare verlängerte Wicks zweimal seinen Vertrag und machte alle Feldzüge des 5. Kommandos mit, die zur Zerschlagung der Simba-Rebellion führten, die zeitweise den größten Teil des Kongo beherrscht hatte. Am 12. Dezember 1965 verließ Wicks den Kongo, wenige Tage nach Mike Hoare, und kehrte nach Rhodesien zurück. Der neue Diktator Mobutu war damit jene Söldnerführer losgeworden, die seit der Zeit in Katanga dem gestürzten Ministerpräsidenten Moïse Tschombé verbunden waren.
Nach dem Ausbruch des Biafra-Krieges im Juli 1967 versuchte Wicks in der Officer’s Association in London Offiziere für die Streitkräfte Biafras zu werben, mutmaßlich im Auftrag britischer Industrieller. Sein ehemaliger Offizierskamerad John Peters, der das 5. Kommando nach Hoares Abgang geführt hatte und nun Söldner für Biafras Kriegsgegner Nigeria anwarb, warnte Wicks telefonisch: „Ich will nicht, dass meine Jungs deine bekriegen.“ Zudem war Wicks an der Waffen-Luftbrücke für Biafra beteiligt. Dabei flog er auch selbst die Transportmaschinen. Ende 1967 wurde Wicks in Togo verhaftet, als er mit einem Flugzeug zwischenlandete, das mit Banknoten aus der Zentralbank Biafras geladen war. Die Scheine sollten im Auftrag der Regierung von Biafra in harte Währung gewechselt werden. Alastair Wicks verbrachte mehr als drei Monate im Gefängnis und zog sich nach seiner Entlassung aus dem Söldner-Geschäft zurück.